# Calamorhabdium
Calamorhabdium is een geslacht van slangen uit de familie toornslangachtigen (Colubridae) en de onderfamilie Calamariinae.

## Naam en indeling
De wetenschappelijke naam van de groep werd voor het eerst voorgesteld door Oskar Boettger in 1898, er zijn twee soorten.

### Soorten
Het geslacht omvat de volgende soorten, met de auteur en het verspreidingsgebied.
| Naam                       | Auteur         | Verspreidingsgebied  |
| -------------------------- | -------------- | -------------------- |
| Calamorhabdium acuticeps   | Ahl, 1933      | Indonesië (Sulawesi) |
| Calamorhabdium kuekenthali | Boettger, 1898 | Indonesië (Batjan)   |

## Verspreiding en habitat
De slangen leven in delen van Azië en komen endemisch voor in Indonesië, alleen op de eilanden Sulawesi en Batjan.